# کاخ تاوری

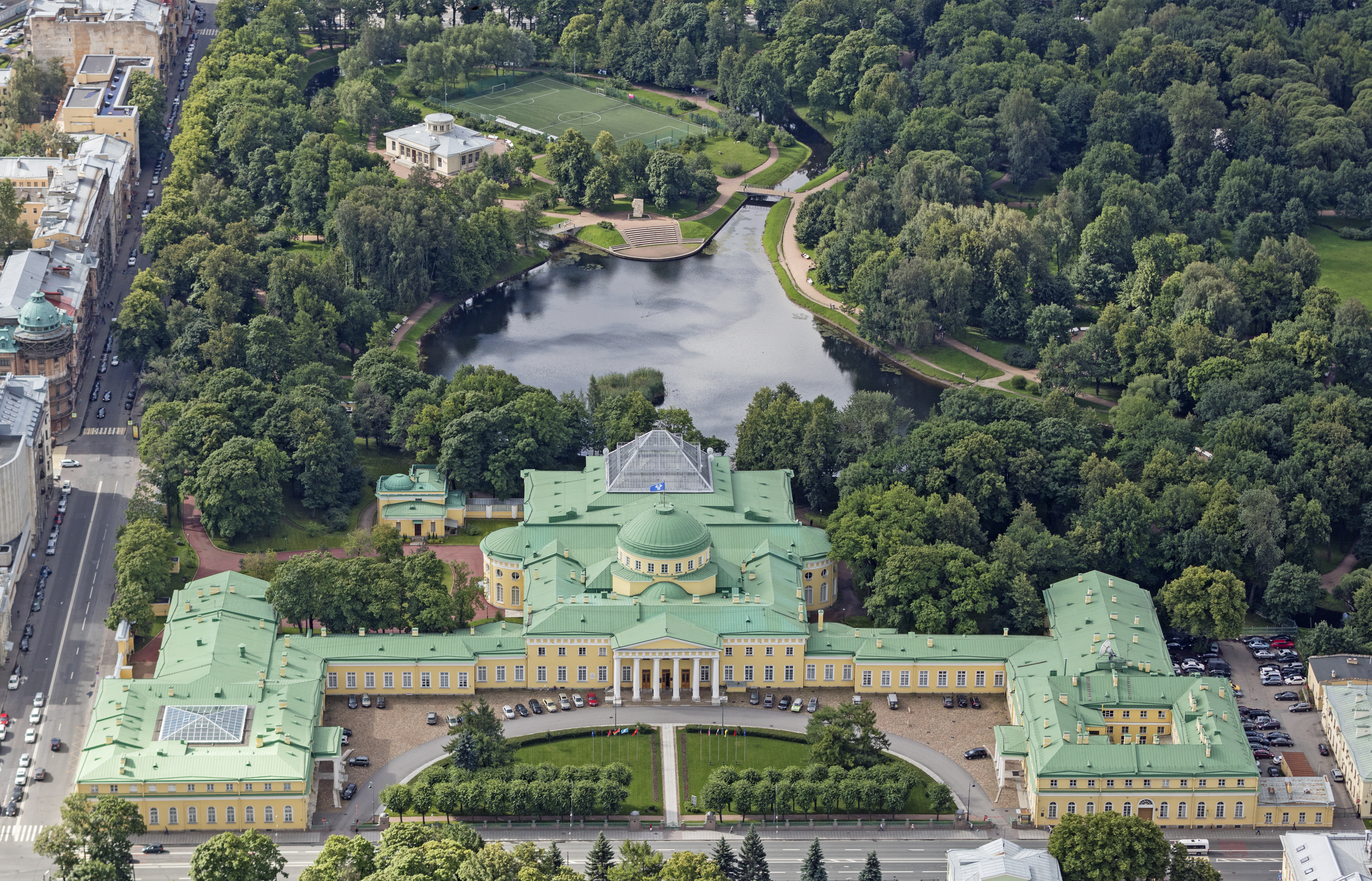
نمایی هوایی از کاخ تاوری و محوطه اطراف آن.

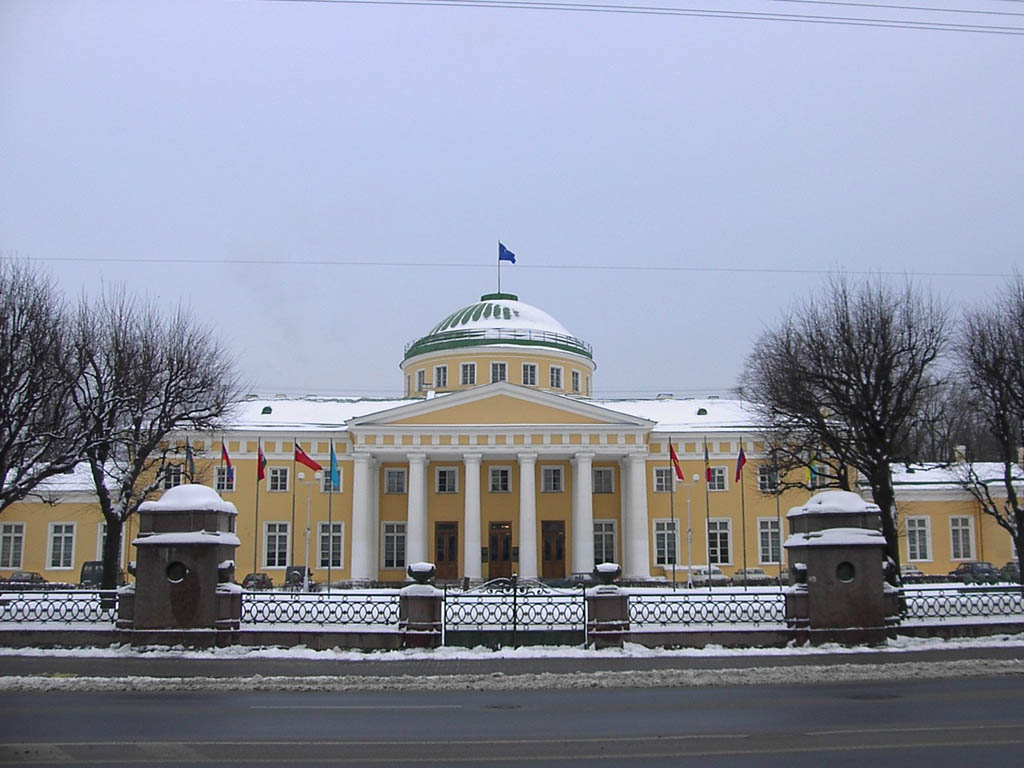
کاخ تاوری در زمستان.

کاخ تاوری (Tauride Palace / Таврический дворец , تلفظ: تاوریچــِسکییْ دِوُرِچْ) یکی از مهم‌ترین و نمادین‌ترین بناهای تاریخی و سیاسی روسیه است، به‌ویژه در زمینه تحولات قرن بیستم. این بنا در شهر سن‌پترزبورگ قرار دارد و نقش کلیدی در تاریخ مشروطه‌خواهی و انقلاب‌های روسیه ایفا کرده است. ساختمان دو طبقه مرکزی، دارای گنبدی کوتاه و پایه گنبد کوتاه، مزین به ۶ ستون به سبک یونان باستان است.

1. پیشینه تاریخی
ساخت: بین سال‌های 1783 تا 1789
معمار: ایوان استاروف
به دستور کاترین کبیر برای گریگوری پوتمکین (محبوب و فرمانده نظامی‌اش) ساخته شد.
نام «تاوری» از لقب پوتمکین گرفته شده: «شاهزاده تاوریدا» (Tauride) که اشاره به منطقه کریمه دارد که پوتمکین در تصرف آن نقش مهمی داشت.
ویژگی‌های معماری:
به سبک نئوکلاسیک
دارای سالن ستون‌دار بزرگ، باغ‌های وسیع و نمایی باابهت
در زمان خود یکی از باشکوه‌ترین کاخ‌های سن‌پترزبورگ بود

2. نقش سیاسی در دوران امپراتوری روسیه
استفاده از کاخ:
ابتدا محل سکونت و بعد دارایی سلطنتی شد
در اوایل قرن بیستم توسط دولت برای امور سیاسی و حکومتی مورد استفاده قرار گرفت
نقطه عطف:
در سال 1906، کاخ تاوری به محل تشکیل اولین مجلس دوما تبدیل شد. از اینجا به بعد، کاخ تاوری با جنبش‌های پارلمانی، مشروطه‌خواهی و آغاز فرآیند دگرگونی سیاسی در روسیه گره خورد.

3. نقش در انقلاب‌های 1917
در جریان انقلاب‌های روسیه در سال 1917، کاخ تاوری دوباره به کانون تحولات سیاسی تبدیل شد:
انقلاب فوریه 1917:
در این کاخ، نمایندگان دوما جلسه تشکیل دادند و عملاً قدرت را از حکومت تزار گرفتند
تشکیل دولت موقت روسیه (Provisional Government) در همین مکان اتفاق افتاد
همزمان، شورای پتروگراد (Soviet of Petrograd) که نماینده‌ی کارگران و سربازان بود نیز در همین‌جا مستقر شد
به‌نوعی، کاخ تاوری در هفته‌های اول انقلاب، محل دو قدرت موازی بود:
مجلس دوما (نماینده طبقه متوسط و لیبرال‌ها)
شورای پتروگراد (نماینده کارگران و انقلابیون، از جمله بلشویک‌ها)

4. وضعیت در دوره شوروی و پس از آن
بعد از تسلط بلشویک‌ها، کاخ برای امور آموزشی و اداری استفاده شد
در دوره شوروی، بیشتر جنبه تاریخی و آموزشی داشت تا سیاسی
امروزه محل مجلس بین‌المللی کشورهای مستقل مشترک‌المنافع (CIS Interparliamentary Assembly) است
هم‌چنین به‌عنوان مرکز فرهنگی و تاریخی مورد بازدید قرار می‌گیرد